# Belgica (stacja metra)
Belgica – stacja metra w Brukseli, na linii 6. Znajduje się na granicy gmin Jette i Sint-Jans-Molenbeek. Zlokalizowana jest pomiędzy stacjami Simonis i Pannenhuis. Została otwarta 6 października 1982.